# Blainville-Boisbriand Armada
Blainville-Boisbriand Armada – juniorski klub hokejowy z siedzibą w Boisbriand w prowincji Quebec w Kanadzie.
Klub kontynuuje tradycje zespołów St. John’s Fog Devils (2005-2008) i Montreal Junior (2008-2011).
Nazwa i barw klubu zostały przedstawione 12 lipca 2011. Następnie przystąpił do sezonu QMJHL 2011/2012.